# Maître Nicole et son fiancé
Pour plus de détails, voir Fiche technique et Distribution.
Maître Nicole et son fiancé (The Waning Sex) est un film américain réalisé par Robert Z. Leonard, sorti en 1926.

## Synopsis
Nina Duane, une jeune et talentueuse avocate, est opposée professionnellement au procureur Philip Barry lors du procès de Nina Booth. Elle gagne le procès mais elle gagnera aussi le cœur du procureur face à Mary Booth.

## Fiche technique
- Titre original : The Waning Sex
- Titre français : Maître Nicole et son fiancé
- Réalisation : Robert Z. Leonard
- Scénario : F. Hugh Herbert, d'après la pièce de Frederic Hatton et Fanny Hatton
- Direction artistique : Cedric Gibbons, Paul Youngblood
- Costumes : André-ani, Kathleen Kay, Maude Marsh
- Photographie : Ben F. Reynolds
- Montage : William LeVanway
- Production : Harry Rapf
- Société de production : Metro-Goldwyn-Mayer
- Société de distribution : Metro-Goldwyn-Mayer
- Pays de production :  États-Unis
- Langue originale : anglais
- Format : Noir et blanc  — 35 mm — 1,33:1 — Film muet
- Genre : Comédie romantique
- Durée : 70 minutes
- Dates de sortie : États-Unis : 5 septembre 1926

## Distribution
- Norma Shearer : Nina Duane (Me Nicole)
- Conrad Nagel : Philip Barry
- George K. Arthur : Hamilton Day
- Mary McAllister : Mary Booth
- Charles McHugh : Flannigan
- Tiny Ward : Murphy
- Martha Mattox : Ellen B. Armstrong